# Adrián Colunga
Adrián Colunga Pérez (Oviedo, 17 november 1984) is een Spaans voormalig voetballer die doorgaans als spits speelde.

## Clubcarrière
Colunga begon zijn carrière bij Sporting Gijón, waar hij bij de beloften speelde. Hij werd verhuurd aan achtereenvolgens Turón, Marino de Luanco, Ceares en opnieuw Marino de Luanco. Via Soledad kwam hij vervolgens bij Pájara Playas terecht. In de jaren hierna was hij nog even actief voor Las Palmas en Recreativo Huelva. Die laatste club verhuurde hem aan Real Zaragoza, waar hij Getafe opviel, dat hem aantrok. In 2012 werd hij verhuurd aan Sporting Gijón. Hij tekende in augustus 2014 een tweejarig contract bij Brighton & Hove Albion, dat hem voor een niet bekendgemaakt bedrag overnam van Getafe. Na een half jaar werd Colunga op huurbasis gestald bij Granada. Na zijn terugkeer kwam de Spanjaard niet aan spelen toe bij Brighton en hierop werd zijn contract ontbonden. In januari 2016 vond Colunga een nieuwe club in RCD Mallorca. Na een half jaar liet de Spanjaard Mallorca weer achter zich. Hierop ondertekende hij een tweejarige verbintenis bij Anorthosis Famagusta. Na een jaar verkaste Colunga naar FC Goa. Bij Goa bleef de Spanjaard vijf maanden actief, voordat hij de club verliet en vervangen werd door Mark Sifneos. Hierop besloot de aanvaller een punt te zetten achter zijn carrière.